# واکر (مینه‌سوتا)
واکر، مینه‌سوتا (به انگلیسی: Walker, Minnesota) یک شهر در ایالات متحده آمریکا است که در شهرستان کاس (ابهام‌زادیی) واقع شده‌است.

## خصوصیات
واکر ۶٫۴۰ کیلومترمربع مساحت و ۹۴۱ نفر جمعیت دارد و ۴۰۱ متر بالاتر از سطح دریا واقع شده‌است.